# Жути и црвени картон (рагби 13)
У рагбију 13 постоје прекршаји, казне, жути и црвени картони.
 
Рагби 13 је сурови, насилни, судар спорт, али са строго дефинисаним правилима. Живот, здравље и безбедност рагби 13 фудбалера је на првом месту. 
Жути картон значи да ће рагби 13 екипа 10 минута играти са играчем мање, са 12 рагбиста. Црвени картон је искључење са утакмице и забрана играња наредне рагби утакмице. 